# 周旋 (成化丙戌進士)
周旋（1424年—？），字元吉，福建汀州府長汀縣人，明朝政治人物。進士出身。

## 生平
福建鄉試第九十一名。成化二年（1466年）丙戌科會試第八十八名，殿試登進士第三甲第七十一名。

## 家族
曾祖周明德，曾任知縣。祖父周尚文。父亲周冕，曾任貢士。